# Maria Micșa
Maria Micșa, po mężu Macoviciuc i Moșneagu (ur. 31 marca 1953 w Timișoarze) – rumuńska wioślarka, brązowa medalistka olimpijska i czterokrotna medalistka mistrzostw świata.

## Kariera
Wystąpiła na igrzyskach olimpijskich w Montrealu w 1976, gdzie osada Rumunii w składzie: Ioana Tudoran, Maria Micșa, Felicia Afrăsiloaie, Elisabeta Lazăr i Elena Giurcă (sternik) zdobyła złoty medal w czwórkach podwójnych ze sternikiem. W finale uplasowały się o 2,77 sekundy za osadą NRD oraz 0,27 sekundy za osadą ZSRR. Był to debiut tej konkurencji w programie olimpijskim. Na rozgrywanych cztery lata później igrzyskach olimpijskich w Moskwie w tej samej konkurencji Rumunki zajęły czwarte miejsce. Walkę o podium przegrały tam z Bułgarkami o 0,72 sekundy.
W czwórkach podwójnych zdobyła również srebro na mistrzostwach świata w Amsterdamie (1977) oraz brąz na mistrzostwach świata w Bledzie (1979) i mistrzostwach świata w Lucernie (1982). Ponadto zdobyła srebrny medal w jedynkach wagi lekkiej na mistrzostwach świata w Nottingham (1985).
Zdobyła także złoto w czwórkach podwójnych na mistrzostwach Europy w Brandenburgu (1972) oraz srebro w tej konkurencji na mistrzostwach Europy w Tata (1970). 